# La Course des sergents de ville
La Course des sergents de ville je francouzský němý film z roku 1907. Režisérem je Ferdinand Zecca (1864–1947). Film trvá zhruba 6 minut.

## Děj
Policista načapá psa při krádeži masa v řeznictví a začne ho pronásledovat. Postupně se k němu přidá několik dalších strážníků, kteří psa nakonec obklíčí v jeho boudě. Pes se však nevzdá a na policisty začne útočit. Ti před ním se strachem utečou na policejní stanici.